# غافن هاست
غافن هاست هو مجدف كندي، ولد في 13 يوليو 1973 في سانت جون في كندا.

## وصلات خارجية
- غافن هاست على موقع الاتحاد الدولي للتجديف (الإنجليزية)
- غافن هاست على موقع اللجنة الأولمبية الدولية (الإنجليزية)
- غافن هاست على موقع أوليمبيديا (الإنجليزية)